# Ow Yao Han
Ow Yao Han (* 19. April 1992) ist ein malaysischer Badmintonspieler.

## Karriere
Ow Yao Han gewann bei der Badminton-Juniorenweltmeisterschaft 2009 Gold im Herrendoppel mit Chooi Kah Ming. 2010 verteidigte er den Titel, diesmal jedoch mit Yew Hong Kheng an seiner Seite. Im gleichen Jahr siegte er bei den Junioren-Asienmeisterschaften im Doppel und im Mixed. Bei den Chinese Taipei Open 2011 wurde er Fünfter im Doppel, beim Malaysia Open Grand Prix Gold 2012 gewann er Silber.